# Leichtathletik-Weltmeisterschaften 2007/Teilnehmer (Namibia)
| Gelbes Symbol für Goldmedaillen mit stilisierten Olympischen Ringen | Graues Symbol für Silbermedaillen mit stilisierten Olympischen Ringen | Braundes Symbol für Bronzemedaillen mit stilisierten Olympischen Ringen |
| ------------------------------------------------------------------- | --------------------------------------------------------------------- | ----------------------------------------------------------------------- |
| —                                                                   | —                                                                     | —                                                                       |

Der Leichtathletikverband von Namibia hat an den Leichtathletik-Weltmeisterschaften 2007 in Osaka mit zwei Athleten teilgenommen. 

## Teilnehmer

### Frauen

#### Laufdisziplinen
| Athletin      | Disziplin | Vorlauf     | Vorlauf | Halbfinale  | Halbfinale | Finale      | Finale |
| Athletin      | Disziplin | Zeit        | Platz   | Zeit        | Platz      | Zeit        | Platz  |
| ------------- | --------- | ----------- | ------- | ----------- | ---------- | ----------- | ------ |
| Agnes Samaria | 800 m     | 1:59,76 min | 4       | 2:02,25 min | 8          | DNQ         | DNQ    |
| Agnes Samaria | 1500 m    | 4:10,96 min | 2       | 4:15,36 min | 3          | 4:07,61 min | 6      |

### Männer

#### Laufdisziplinen
| Athletin            | Disziplin | Vorlauf | Vorlauf | Halbfinale  | Halbfinale | Finale | Finale |
| Athletin            | Disziplin | Zeit    | Platz   | Zeit        | Platz      | Zeit   | Platz  |
| ------------------- | --------- | ------- | ------- | ----------- | ---------- | ------ | ------ |
| Hitjivirue Kaanjuka | 200 m     | 21,10 s | 6       | 2:02,25 min | 8          | DNQ    | DNQ    |